# التینوا، کرایسالی
التینوا، کرایسالی (به لاتین: Altınova, Karaisalı) یک منطقهٔ مسکونی در ترکیه است که در استان آدانا واقع شده‌است.